# Графичен таблет
 Тази статия е за входното устройство.  За самостоятелното мобилно устройство вижте Таблет.  
Графичен таблет (или дигитайзер) е периферно устройство за компютър, което позволява да се рисуват с ръка образи и графики по същия начин, както се рисува върху лист хартия, но чрез това устройство нарисуваното се цифровизира и става възможна обработката му чрез компютър.
Графичният таблет се състои от чувствителна повърхност и стилус (с форма на писалка) и е свързан към компютър. Най-общо казано нарисуваното не се появява на повърхността, а директно се вижда на монитора на компютъра, към който е свързан. При някои по-стари графични таблети обаче се е предвиждала и възможност за директно взаимодействие (всъщност те са предшествениците на модерните таблети).

## История
Първото устройство, предшественик на днешния електронен графичен таблет, наречено Telautograph, е патентовано от Илайша Грей (Elisha Gray) през 1888..
Първият графичен таблет, напомнящ съвременните и използван за разпознаване на ръкописно писмо от компютър, е Stylator от 1957.
По-известен обаче и често цитиран погрешно за първия дигитайзер е RAND Tablet познат също като Grafacon (на английски: Graphic Converter), появил се през 1964. При RAND Tablet се използвала решетка от проводници, разположена под чувствителна повърхност, при което при допир се генерирал магнитен сигнал. Стилусът регистрирал този сигнал и неговите вертикални и хоризонтални координати.

## Примери
|  |  |  |  |

## Употреба
Графичните таблети са разработени като средство за разработка на двумерна компютърна графика, като преобразуването на движението на ръката в цифрова информация става по много естествен начин поради възможностите за регистриране на движенията на стилуса, включително промяната на налягането, въртене и наклон спрямо повърхността.
В Азия графичните таблети в съчетание със софтуер за редактиране са много популярни за въвеждането на йероглифи, необходими за писане на китайски, японски и корейски.
Графичните таблети са популярни и сред художниците. В комбинация със софтуер от типа на Adobe Photoshop те могат да създават и въвеждат в компютъра с голяма точност своите рисунки.
Съществуват и дигитайзери с голям размер, които се използват за чертане или графичен дизайн.
В случая, когато се ползват за проектантски работи, върху тях може да се закрепи лист хартия с някаква рисунка или чертеж. Вместо стилус тук се използва „шайба“ (термин от хокея) с лупа и кръст за точно позициониране, както и с няколко бутона за въвеждане на координатите на позицията, а и за други функции. Въведената точка по точка рисунка след това се обработва със специализирания софтуер. В зависимост от приложението и съответния софтуер, може да се ограничи броят на въвежданите точки, като софтуерът автоматично генерира липсващите.
В друг случай графичният таблет изглежда като голямоформатен LCD дисплей и се нарича дисплей-таблет  и има мулти-тъч функционалност, която позволява директна работа с пръсти или стилус. Художникът може бързо и лесно да мести, върти или мащабира изображението.